# 马里亚诺·奥斯皮纳·佩雷斯
马里亚诺·奥斯皮纳·佩雷斯（西班牙語：Mariano Ospina Pérez；1891年11月24日—1976年4月14日），哥伦比亚政治家。1946年至1950年，他担任哥伦比亚第17任总统。

## 早年生平
奥斯皮纳出生在麦德林的一个政治世家。他是哥伦比亚前总统马里亚诺·奥斯皮纳·罗德里格斯的孙子，佩德罗·涅尔·奥斯皮纳·巴斯克斯将军的侄子。他曾经在麦德林学习采矿，并成为了一个矿业工程师。之后又到了路易斯安那州立大学进修。
1922年，他的叔叔佩德罗·涅尔·奥斯皮纳当选总统，奥斯皮纳还当选为哥伦比亚参议员，任期四年。1927年，奥斯皮纳主持创立了哥伦比亚全国咖啡种植者联合会，由他任第一届会长。这个联合会致力于哥伦比亚的咖啡种植业发展。它还短暂担任过米格尔·阿瓦迪亚·门德斯内阁的公共工程部长，不过在八个月后卸任，并致力于发展哥伦比亚全国咖啡种植者联合会。奥斯皮纳在咖啡联合会工作了近十年，同时还担任工会领袖和参议员。

## 从政生涯
由于哥伦比亚自由党的内讧，在1946年选举中，奥斯皮纳以不到40％的选票击败了他的自由派对手。在他执政期间，哥伦比亚的咖啡出口量达到最高水平。利用这些资金，奥斯皮纳创立了ECOPETRO石油公司、TELECON电话公司、石油管道、水电站和哥伦比亚最大的钢铁厂。他还创立了社会保障局和住房信贷局等机构。
1948年4月9日，在奥斯皮纳担任总统期间，自由主义者豪尔赫·埃利耶塞尔·盖坦被胡安·罗阿暗杀。盖坦第二次竞选哥伦比亚总统。这次他赢得了党的初选，得到了群众的大力支持。盖坦被暗杀引发的混乱和愤怒激起波哥大暴动，暴动遍及整个哥伦比亚首都波哥大，后来又扩展到该国其他地区，引发了十年的暴力事件，被称为“暴力时期”。

## 下台后
1949年，在持续的内乱中，劳雷亚诺·戈麦斯当选为哥伦比亚总统。在此期间保守党分裂，奥斯皮纳支持温和派，而戈麦斯支持极端保守主义政策。奥斯皮纳最终支持了反对戈麦斯的政变，转向支持古斯塔沃·罗哈斯·皮尼利亚。奥斯皮纳选择支持国民阵线，直到1976年4月14日在波哥大去世。